# Norton Commando-serie
De Norton Commando-serie is een serie motorfietsen die het Britse merk Norton produceerde van 1968 tot 1977. In total werden ongeveer 55.000 Norton Commando's geproduceerd.

De Norton Commando werd door het blad MCN (Motor Cycle News) vijf jaar lang (van 1968 tot en met 1972) verkozen tot "Motorcycle of the Year". Dat moet een enigszins chauvinistische keuze zijn geweest, voorbijgaand aan het succes van de Honda CB 750 en de Kawasaki Z 1 900.

## Voorgeschiedenis

### Norton Dominator en Atlas
Zoals alle grote Britse merken leefde Norton na de Tweede Wereldoorlog vooral van zware paralleltwins. In 1949 verscheen het 500cc-Dominator Model 7 van constructeur Bert Hopwood. De Dominator groeide naar 600 cc in 1957 en naar 650 cc in 1961. Toen verscheen ook de 750cc-Norton Atlas, waarmee Norton een voorsprong nam op de concurrentie, die nog geen 750cc-machines had. Wel profiteerden AJS (Model 33-serie) en Matchless (G15-serie) ervan, want die behoorden net als Norton tot het AMC-concern en werden uitgerust met het Atlas-blok.

### Norton P10 en Z26
In 1965 deed Norton een poging om een 800cc-model met dubbele bovenliggende nokkenas te bouwen. Deze Norton P10 werd echter veel te ingewikkeld en te duur. Nadat AMC was overgenomen door de Villiers Engineering Group werd nog een poging gedaan het ontwerp eenvoudiger te maken met de Norton Z26, maar die machine kon nooit binnen de deadline geproduceerd worden en zou ook erg duur worden.

### Norton Villiers
In 1966 ging Associated Motor Cycles failliet. Het werd overgenomen door Dennis Poore, eigenaar van Manganese Bronze Holdings en de Villiers Engineering Group (door de overname van Villiers in Wolverhampton). Poore vormde het nieuwe bedrijf Norton Villiers. De AMC-merken AJS, Matchless, James en Francis-Barnett verdwenen van de markt. De Norton-motorblokken werden geproduceerd in de Villiers-fabriek in Wolverhampton, de frames in Manchester en alles werd geassembleerd in de AMC-fabriek in Woolwich. Eind 1968 werd de fabriek in Woolwich onteigend. Met overheidssteun ging de hele productie in 1969 naar een extra productielijn in Wolverhampton, de assemblage naar North Way (Andover) en de testafdeling kwam in een hangar op het Thruxton Circuit (bij Andover). De in Wolverhampton geproduceerde onderdelen werden 's nachts naar Andover vervoerd.

### Verenigde Staten
De markt in de Verenigde Staten was altijd belangrijk geweest voor BSA en Triumph, maar sinds 1960 ook voor Norton, toen Joe Berliner de import op zich had genomen. Dennis Poore opende voor de westkust van de Verenigde Staten de Norton Villiers Corporation in Long Beach (Californië), maar voor de rest van de VS bleef de Berliner Motor Corporation verantwoordelijk.

## Commando 750cc-modellen

### Norton Atlas Mk III prototype
De Norton P10 uit 1965 bleek al tijdens de eerste tests enorm veel trillingen te veroorzaken. Ontwikkelingsingenieur Wally Wyatt besloot het blok in rubbers op te hangen. Daardoor kon het blok in het frame bewegen, maar de swingarm achter niet. Het resultaat was dat door het kantelende motorblok de ketting van de tandwielen liep. Terwijl de prototypen P10 en Z26 (1967) werden ontwikkeld, stond die van de Atlas niet stil. De Atlas leverde aanvankelijk 49 pk, maar was intussen op 55 pk gekomen. Dat was meer dan van de Z26 werd verwacht. Norton besloot dus zich verder te richten op een nieuwe Atlas, de Norton Atlas Mk III. Bernard Hooper, een ingenieur die van Villiers kwam, bedacht tijdens een treinreis een oplossing voor de rubberophanging van het motorblok. Hij bouwde de hele aandrijflijn inclusief swingarm aan het motorblok vast, waardoor alles tegelijk "bewoog", maar uitsluitend in de lengterichting. Dit was het Isolasticsysteem, waarvoor meteen octrooi werd aangevraagd. De machine zou echter niet als Atlas Mk III op de markt komen, maar als Norton Commando 750.

### Fastbacks

#### 20M3
De motor met fabrieksaanduiding "20M3" (fabrieksaanduiding Norton Model 20, derde versie van de motor) was een dwarsgeplaatste, luchtgekoelde paralleltwin met dezelfde maten (boring × slag 77 × 89 mm, cilinderinhoud 745 cc) als die van de Norton Atlas. Bij de Commando helde het cilinderblok echter licht naar voren, een wens van Dennis Poore, die een duidelijk onderscheid met de Atlas wilde. De compressieverhouding bedroeg nog steeds 8,9:1 maar door een betere combinatie van carburateurs (2× Amal 930 Concentric) en uitlaatsysteem leverde de motor toch wat meer vermogen: 58 pk bij 6.800 tpm. De magneetontsteking was vervangen door een 12V-accu-bobine-ontsteking waarbij de stroomverdeler met contactpuntjes achter de cilinders zat, aangedreven door een kort kettinkje. De alternator zat op het linker krukasuiteinde.

#### 20M3S
Bij de verhuizing van de productie naar Wolverhamton werd de motor aangepast door de stroomverdeler en contactpuntjes te verplaatsen naar het rechter uiteinde van de nokkenas. De aansluiting van de toerentellerkabel moest daarvoor plaats maken. Die werd aan de voorkant van de nokkenas geplaatst, wat dieper verzonken in het carter. De tuimelaardeksels, die voorheen alleen in zand gegoten waren, werden nu gepolijst. Deze motor werd 20M3S genoemd. Omdat de krukashoofdlagers snel stuk gingen kreeg de motor in 1971 een sterker carter en het linker hoofdlager werd gewijzigd van kogellager naar rollager. Rollagers aan beide zijden zouden sluitplaatjes nodig hebben gemaakt om axiale speling tegen te gaan. De carterventilatie werd verplaatst van de nokkenas naar de achterkant van het blok.

#### Transmissie
De meervoudige droge plaat diafragmakoppeling en de AMC-vierversnellingsbak werden vanaf de krukas aan de linkerkant door een triplexketting aangedreven. Op de pre unit-versnellingsbak die aan de rechterkant met de voet geschakeld werd zat ook de kickstarter. Het achterwiel werd door een ketting aan de linkerkant aangedreven. Het deksel van de primaire aandrijving was met slechts een enkele bout bevestigd, maar met de komst van de 850 Mk III in 1974 werden twaalf schroeven gebruikt in een poging de olielekkages te bestrijden. Toen kreeg de triplexketting ook een kettingspanner.

#### Rijwielgedeelte
De Norton P10 had al een ingekorte versie van het featherbed-dubbel wiegframe. Voormalig Rolls Royce-ingenieur dr. Stefan Bauer had de cilinderkop voor de P10 ontwikkeld, maar hij wijzigde voor de Commando ook het frame. Hij voorzag het frame van een dikke, enkele bovenbuis. Voor zat de Norton Roadholder-telescoopvork met stuurdemper en achter een swingarm met twee veer/demperelementen. Voor en achter zaten trommelremmen.

##### Isolastic systeem
| Het Isolastic systeem                                                                                |
| Dennis Poore wilde een duidelijk ander model dan deze Norton Atlas                                   |
| De Honda CB 750 zag er niet zo modern uit als de Norton Commando, maar was technisch wel veel verder |

Hoofdingenieur Wally Wyatt had al een rubberophanging van het motorblok voor de P10 ontwikkeld, maar dat faalde. Het blok kon bewegen in het frame, maar de aandrijflijn niet. Daardoor liep de ketting van het achtertandwiel. Toch moest er iets gebeuren om de enorme trillingen van het blok te beperken. Aanpassingen aan nokkenas, carburateurs en uitlaatsysteem zouden betekenen dat het vermogen drastisch daalde, waardoor ten opzichte van de Atlas geen enkel voordeel zou worden geboekt. Bernard Hooper, een ingenieur die van Villiers kwam, bedacht tijdens een treinreis een oplossing voor de rubberophanging van het motorblok. Hij bouwde de hele aandrijflijn inclusief swingarm aan het motorblok vast, waardoor alles tegelijk "bewoog". Op de octrooiaanvraag van het systeem kwam ook de naam van Robert Victor ("Bob") Trigg, die bij Ariel en BSA gewerkt had, maar die nu samen met Stefan Bauer verantwoordelijk was voor de bouw van het frame.

#### Ontwerp
Zoals gezegd wilde Dennis Poore een compleet nieuw ontwerp. Daarom werd het cilinderblok naar voren gekanteld, maar hij gaf het adviesbureau Wolff Olins opdracht de motorfiets zelf te ontwerpen. Men ontwierp een zadel met staartdeel dat in de tank overging. Het geheel was gemaakt van glasvezelversterkte kunststof. De machine kon in verschillende kleuren geleverd worden, maar de zijdeksels waren altijd grijs.

#### Commando 750
Hoewel de Norton Commando 750 al in september 1967 werd gepresenteerd op de Earls Court Show en in maart 1968 ook op de Tweewieler-RAI stond, was de productie toen nog niet opgestart. Toen de machine eindelijk op de markt kwam werd ze met veel lof ontvangen. De fabriek gaf 58 pk op, maar de Technische Hogeschool Delft mat 59,8 pk. Er waren wat zorgen over de werking van het Isolasticsysteem, maar die werden tijdens de eerste testritten weggenomen. De berijder had geen last van trillingen en de motor was bijzonder soepel. Technisch had de vooruitgang groter kunnen zijn. Norton had al ervaring met Unit construction-blokken, maar omdat was teruggevallen op de techniek van de Norton Atlas had de machine weer een pre unit-versnellingsbak. Naar Britse traditie lekten ook nieuwe machines na een vlotte rit olie. De machines hadden echter last van doorbuigende frames en voor het modeljaar 1969 werd een nieuw frame ontwikkeld. De Commando kreeg in dat jaar ook de toevoeging "Fastback".

#### Commando 750 Fastback
De oorspronkelijke Commando 750 Fastback week uiterlijk niet af van de Commando 750. Hij moest een naam krijgen om onderscheid te maken met de Commando 750 S en Commando 750 R, die ook in 1969 op de markt kwamen. De machine kreeg wel een beter frame en de M203S-motor.

#### Commando 750 Fastback Mk II
De Norton Commando 750 Fastback Mk II werd alleen in 1970 geproduceerd. De uitlaten waren nu omhooggebogen en de zijdeksels werden soms in de kleur van de rest van de motor gespoten. De contactpuntjes zaten nu achter het inspectiedekseltje aan de rechterkant van het motorblok. De machine is herkenbaar aan de uitlaten en de gaiters, die in 1971 weer verdwenen.

#### Commando 750 Fastback LR
De Norton Commando 750 Fastback LR (Long Range) werd in juli 1971 geïntroduceerd. De machine was bestemd voor de Australische markt, waar de meeste machines ook naartoe gingen. Het duozadel miste de "vleugeltjes" aan de voorkant, want de machine had een grotere 18liter-tank. Die was afkomstig van de Norton Atlas, maar had een gewijzigde bodemplaat om hem passend te maken voor het Commando-frame en was al toegepast op de Commando 750 Interpol. Er werden tot 1972 ongeveer 400 exemplaren gebouwd (inclusief de Fastback LR Mk IV).

#### Commando 750 Fastback Mk III
De Norton Fastback Mk III verscheen in 1971. Het enige verschil met de Mk II was het weglaten van de gaiters op de voorvork.

#### Commando 750 Fastback Mk IV
| De Combat-motor (hier in een Commando 750 Roadster Mk IV) was een bron van problemen |

##### Combat motor
In januari 1972 werd de Combat motor geïntroduceerd. Die was gebaseerd op de motor van de Commando 750 Production Racer. De motor was van buiten te herkennen aan de letter "C" op de bovenkant en de meeste modellen met deze motor kregen de toevoeging "Mk IV". Zo ontstond ook de Norton Commando 750 Fastback Mk IV. De motor leverde 65 pk bij 6.500 tpm door een compressieverhouding van 10:1 en 32 mm-carburateurs. De snellere nokkenas van de Commando 750 SS maakte de motor wel "piekerig" met een smalle powerband. Om de acceleratie te verbeteren werd de gearing korter gemaakt. Daardoor ontstond weer een groot gevaar van overtoeren, zelfs in de hoogste versnelling als de rode lijn van de toerenteller al bij 174 km/uur bereikt werd. De motor bleek dan ook erg onbetrouwbaar, met opnieuw beschadigde hoofdlagers en defecte zuigers. De matige kwaliteitscontrole van de Combat-motoren bracht Norton Villiers in grote problemen. De nokkenasketting was moeilijk af te stellen en vaak werd dit bij onderhoudsbeurten gemist of overgeslagen. Daardoor verliep de timing van de stroomverdeler, wat de problemen nog groter maakte. Als er problemen ontstonden manifesteerden die zich het eerst in de toenemende trillingen, maar hier maakte het Isolastic-systeem het probleem alleen groter: de rijder merkte de trillingen minder snel op. Norton probeerde het op te lossen door opnieuw andere krukaslagers te monteren maar ook zuigers met een lagere compressie en olieafvoergaten in plaats van sleuven. Ook leverde men verschillende achtertandwielen voor de eindaandrijving. Origineel werd een 19-tands tandwiel gemonteerd, maar klanten konden ook kiezen voor 20 of 21 tanden. Daardoor steeg de topsnelheid naar 184 of 191 km/uur, maar werd het probleem van de matige trekkracht ook weer groter. Ongeveer 1.500 blokken werden al op de productielijn aangepast, maar ook revisies van klantenmotoren werden onder garantie uitgevoerd. De motor werd eind 1973 uit productie genomen.
Naast de Combat-motor kreeg de Commando Fastback Mk IV ook de Lockheed-schijfrem in het voorwiel. Veel exemplaren werden er niet verkocht. Hoewel de Combat-modellen aanvankelijk goed werden verkocht, waren de meeste exemplaren van de typen Roadster of Interstate.

#### Commando 750 Fastback LR Mk IV
Tegelijk met de Commando 750 Fastback Mk IV verscheen in 1972 de Commando 750 Fastback LR (Long Range) Mk IV met de 18liter-tank, de Combat-motor en de schijfrem voor. De productie eindigde in 1973.

### Scramblers

#### Commando 750 S
Al in 1969 verscheen de scrambler-versie van de Commando 750, de Norton Commando 750 S. Dat was ook nodig, want de Amerikaanse markt (met name de Westkust) schreeuwde om snelle terreinmotoren nu de Matchless G15 CS en de Norton N15 CS uit productie waren en men was aangewezen op de 650cc-Triumph TR6C Trophy en de BSA A65 FS Firebird Scrambler. Met de 20M3S-motor leverde de Commando 750 S 60 pk, iets meer dan de Fastback en veel meer dan de Triumph (42 pk) en de BSA (52 pk). Ook was de machine in het lagere toerengebied sterker dan de Fastback. Bij 5.000 tpm leverde de Fastback (nog met 20M3-blok) 44 pk, terwijl de "S" dan al 49 pk leverde. De machine had een polyester-tank van 10 liter en een normaal, verschroomd achterspatbord. Ze had ook beide uitlaten (swept back pipes) met hitteschilden aan de linkerkant. De productie eindigde in 1970.

#### Commando 750 SS
De Norton Commando 750 SS (Street Scrambler) verscheen in 1971 als opvolger van de Commando 750 S, maar bleef slechts drie maanden in productie. De aanduiding "Street Scrambler" zou tegenwoordig worden vertaald als allroad, maar de Commando 750 SS voldeed eigenlijk nergens. Hoewel het verhoogde voorspatbord op meer terreinvaardigheid duidde, was de machine uitgerust met wegbanden, een iets kleinere "peanut"-tank, een kleinere koplamp en een hoog stuur. Hij voldeed daardoor op de weg minder goed dan een Commando 750 Roadster en in het terrein minder goed dan de Commando 750 S en vooral de Honda CL 450. De uitlaten, die nu aan weerszijden van de machine zaten, gaven de machine ook een minder stoer uiterlijk dan de Commando 750 S. De Commando 750 SS kreeg wel een iets sportievere nokkenas. In augustus 1971 werd de productie al beëindigd.

### Roadsters

#### Commando 750 R
De Norton Commando 750 R kwam ook in 1969 op de Amerikaanse markt, als straatversie van de Commando 750 S, maar met de wat tammere 20M3-motor. De machine had gewone, laagliggende uitlaten en de polyester tank was vervangen door een stalen 11liter-tank. Ook het kunststof "kontje" ontbrak, maar de machine had een tamelijk hoog stuur, zoals in de VS populair was. Het zadel en het achterspatbord waren in rood afgewerkt. De productie eindigde nog in hetzelfde jaar.

#### Commando 750 Roadster
In 1970 verscheen de Norton Commando 750 Roadster in feite een "R" met de 20M3S-motor, wat lager getuned met 56 pk en de omhooggebogen uitlaten van de Fastback Mk II. De Roadster had nog steeds het hoge "Amerikaanse" stuur, maar was in elk geval ook in het Verenigd Koninkrijk te koop.

#### Commando 750 Roadster Mk II
In 1971 volgde de Commando 750 Roadster Mk II, die feitelijk (behalve de kleuren) niet afweek van de Roadster uit 1970.

#### Commando 750 Roadster Mk IV
De Commando 750 Roadster Mk IV uit 1972 had net als de Fastback Mk IV en de Interstate de Combat-motor, maar hij kon als optie ook worden uitgerust met elektrische richtingaanwijzers en een Lockheed-schijfrem in het voorwiel. Ook deze machine werd met verschillende overbrengingsverhoudingen geleverd om de betrouwbaarheidsproblemen op te lossen. Door de problemen met de Combat-motor eindigde de productie in 1973.

#### Commando 750 Roadster Mk V
In 1973 verscheen de Commando 750 Roadster Mk V, die profiteerde van de verbeteringen die aan de Combat-motor waren aangebracht om de betrouwbaarheidsproblemen op te lossen, zoals de "Superblend"-krukaslagers. In feite was het nog steeds een Combat-motor met 32mm-carburateurs, maar met een veel lagere compressieverhouding van 9,8:1, waardoor het vermogen weer onder de 60 pk kwam, maar de betrouwbaarheid aanmerkelijk groter werd. Onder Norton-liefhebbers wordt wel gezegd dat de 750cc-Commando's vanaf 1973 de beste zijn.

### Politie
De Britse overheid propageerde het gebruik van binnenlandse producten in het begin van de jaren zeventig. Het land maakte nog geen deel uit van de Europese Unie en hoewel Britse militaire motorfietsen nog in vele landen populair waren, gebruikten politiekorpsen in de hele wereld (met uitzondering van de Verenigde Staten) al graag de BMW R60/5 en R75/5 als politiemotor. In het VK was Triumph leidend als het om politiemotorfietsen ging. Rond 1968 huurde Norton Neale Shilton in. Hij was de voormalig "Police sales manager" van Triumph en verantwoordelijk voor het succes van de Triumph TR6P Trophy, die "SAINT" werd genoemd. Officieel betekende dat "Stop Anything In No Time" maar het was een duidelijke verwijzing naar de witte Volvo P1800 die Roger Moore in de tv-serie The Saint gebruikte. Ondanks de scepsis en soms zelfs tegenwerking van sommige leden van het Norton management ontwikkelde hij in opdracht van Dennis Poore een politiemotor op basis van de Norton Commando.
| Commando 750 Interpol van de West Midlands Police in 1974 of 1975 |

#### Commando 750 Interpol
De Norton Commando 750 Interpol kreeg de typisch Britse kuip, de Avon Avonaire, die ook gebruikt was op de BSA A65L Lightning die bekend was van de Bondfilm Thunderball, maar in de jaren zeventig al vrij ouderwets was. De politie eiste wel een metalen tank, waardoor een oude tank voor een slimline frame (van de Dominator) werd gebruikt, met een aangepaste bodemplaat voor het Commando frame. Op de tank kwam het verbindingssysteem, een vierkante kast voorzien van een telefoonhoorn. De kofferset kwam van het merk Craven, dat in het Verenigd Koninkrijk algemeen gebruikt was, maar ook al, zeker in vergelijking met de Duitse Krauser koffers, ouderwets was en met enorm veel bouten, moeren, klemmen en afstandsbussen gemonteerd moest worden. Bovendien waren de zijkoffers onhandige "bovenladers" met een zeer kleine inhoud. De Britse regering deed er echter alles aan om binnenlandse producten te promoten en verbood simpelweg het gebruik van buitenlandse exemplaren. Door de slecht lopende verkoop van de motorfietsen was de productie van politiemotoren hard nodig om de fabriek draaiende te houden tegen het einde van de jaren zeventig. Omdat het politiewerk veel van de remmen eiste was vanaf 1971 een schijfrem in het voorwiel op verzoek leverbaar.

##### Triumph T160P Trident
In 1975 stonden in de voormalige BSA-fabriek 512 Triumph T160 Tridents klaar voor aflevering, 288 voor Australië en 224 voor de Verenigde Staten. De keuze was snel gemaakt: In de particuliere verkoop konden de machines niet concurreren met de Japanners en zelfs de Britse politiekorpsen (met uitzondering van Yorkshire) waren al overgestapt op motorfietsen van BMW. De T160's werden omgebouwd tot politiemotor met de naam Triumph T160P Trident, met een groot toerscherm en zijkoffers en van een Norton-logo voorzien. 450 werden er naar Saoedi-Arabië verscheept en 150 stonden er op aflevering te wachten toen de Saoedi's de order cancelden vanwege de slechte betrouwbaarheid. De laatste 150 exemplaren werden als Triumph T160 Cardinal particulier verkocht.
| {{{2}}}                      |
| Yellow Peril-productieracers |

### Productieracer
Al sinds 1969 hadden Norton-dealers de Commando 750 Fastback ingezet in productieraces. Paul Smart werd al tweede in de Production 750 TT van 1969 en Mick Andrew werd tweede. Andrew won ook de Hutchinson 100 met een door Gus Kuhn ingeschreven machine. Ray Pickrell won de Production 750 TT van 1968 met een Dunstall-Norton Commando. Billie Nelson werd met een Commando tweede. In de Production 750 TT van 1969 werd Smart tweede en Andrew derde. In de Production 750 TT van 1970 werd Peter Williams tweede en Ray Pickrell derde.

#### Commando 750 Production Racer
Dennis Poore besloot de Norton Commando 750 Production Racer op de markt te brengen, zodat coureurs niet zelf hun Commando's om hoefden te bouwen. De machine werd met de hand gebouwd bij het Norton Villiers Performance Center op het Thruxton Circuit onder leiding van voormalig AJS-coureur en ontwikkelingsingenieur Peter Inchley. Er werden twee versies gebouwd.
Het prototype uit 1969 was gebaseerd op de Commando 750 R uit 1969, die een duplexrem in het voorwiel had en de sigaarvormige uitlaatdempers die nog van de Atlas stamden. De olietank lag in het zicht en was grijs gespoten en de onderbreker zat nog achter het cilinderblok. Na de verhuizing naar Wolverhampton kreeg de machine echter een schijfrem in het voorwiel.
De tweede versie was gebaseerd op de Commando 750 Roadster Mk II uit 1971. Toen waren de wijzigingen al aangebracht, zoals de verplaatsing van de onderbreker naar de rechter-voorkant van het carter. De Production Racer kreeg echter een schijfrem in het voorwiel en de swept back pipes van de Commando 750 S. De olietank werd nu achter een zijdeksel verborgen.
Alle motoren werden met de hand gebouwd. Cilinderkoppen werden zorgvuldig uit de bestaande voorraad gekozen en geflowd en de verbrandingskamers werden voorzien van squish bands. Er werden grotere inlaatkleppen met fosfor-bronzen klepgeleiders geplaatst en de tuimelaars werden gepolijst. Ook de drijfstangen werden geselecteerd op gelijk gewicht en werd een snellere nokkenas en hoge-compressie-zuigers gemonteerd. Er werden normale 32mm-Amal Concentric 932-carburateurs gemonteerd, maar als optie konden ook 32mm-Amal GP's worden gebruikt. Een andere optie was een Boyer-Brandsen elektronische ontsteking. De diafragmakoppeling was standaard, maar de machine kreeg een close ratio-vierversnellingsbak. Als optie kon men een Quaife-vijfversnellingsbak laten monteren.
Frames werden geselecteerd op exacte maten. De bevestigingsogen voor de middenbok en zijstandaard werden verwijderd, maar extra ogen voor bevestiging van de tophalfkuip werden aangebracht. De balhoofdhoek kon worden aangepast. De voorvorken kregen andere zuigers en kortere, progressieve veren. De eerdere versies hadden zoals gezegd duplexremmen, de latere schijfremmen. Als men de oude versies wilde aanpassen (wat bijna altijd werd gedaan) moesten ook andere vorkpoten worden gemonteerd. Latere versies hadden ook smallere velgen omdat bij tests bleek dat smallere banden de rondentijden verbeterden. Er werd standaard een polyester 16liter-tank gemonteerd, maar men kon ook kiezen voor een 22,7liter-tank (voor de 300km-lange Production TT geen overbodige luxe). Tank en tophalfkuip waren geel gespoten, wat de machine de bijnaam "Yellow Peril" (Geel gevaar) opleverde.

##### Resultaten
Charlie Sanby en Peter Williams wonnen samen de Thruxton 500 van 1970. Williams won bijna de Production 750 TT van 1970, maar werd door brandstoftekort slechts tweede. Ray Pickrell werd met de Norton derde. Een van de eerste machines werd verkocht aan de Italiaan Giuliano Ermanno die er de 100 mijl van Imola mee won. In de Formula 750 TT van 1971 werd Williams derde en in de Production 750 TT reed hij een nieuw ronderecord van 101 mijl per uur voor hij uitviel.

### Hi-Riders

#### Commando 750 Hi-Rider
De Commando 750 Hi-Rider uit 1971 was een volgende poging van het merk Norton om tegemoet te komen aan de wens van de Amerikaanse klanten. De Hi-Rider was een custom met een ape hanger stuur, een oplopend "banaan" zadel dat het meenemen van een duopassagier praktisch onmogelijk maakte en een sissybar, gemodelleerd naar de "Captain America" Harley-Davidson die Peter Fonda had bereden in de cultfilm Easy Rider. In Europa, waar alle Nortons als "sportief" te boek stonden, oogstte de machine nogal wat spot, maar hij bleef toch tot in 1975 in productie.

#### Commando 750 Hi-Rider Mk IV
In 1972 kreeg ook de Hi-Rider de toevoeging Mk IV omdat hij werd voorzien van de Combat-motor, met alle problemen van dien. Terwijl andere Mk IV's ook konden worden uitgerust met een schijfrem in het voorwiel, was dat bij de Hi-Rider niet zo.

#### Commando 750 Hi-Rider Mk V
Net als de Commando 750 Roadster Mk V kreeg de Commando 750 Hi-Rider Mk V de getemde en verbeterde Combat-motor met minder vermogen, maar ook met minder problemen. De Mk V werd alleen in 1973 geproduceerd. Toen was de 850cc-versie al in productie genomen.

### Interstates

#### Commando 750 Interstate
In 1972 verscheen de Norton Commando 750 Interstate, een luxe uitvoering van de Roadster Mk IV met de Combat-motor, elektrische richtingaanwijzers (optioneel), een grote 23,9liter-tank (die al snel vergroot tot 25 liter) en een 272mm-schijfrem in het voorwiel. Achter zat nog steeds een 178mm-trommelrem, maar nu wel van het duplex-type.

#### Commando 750 Interstate Mk V
Net als de Commando 750 Roadster Mk V kreeg de Commando 750 Interstate Mk V de getemde en verbeterde Combat-motor met minder vermogen, maar ook met minder problemen. De Mk V werd alleen in 1973 geproduceerd. Toen was de 850cc-versie Commando 850 Interstate Mk I al in productie genomen.
| Peter Williams op de door hem zelf ontwikkelde John Player Norton |

### Fabrieksracers

#### John Player Norton
Eind 1971 stelde Dennis Poore voormalig Suzuki-coureur Frank Perris aan als racemanager. De bedoeling was een 750cc-racemotor te ontwikkelen en een raceteam op te zetten voor races als de Daytona 200 en de Production TT. Coureur Peter Williams kreeg de opdracht de machine te ontwikkelen. Williams had werktuigbouwkunde gestudeerd en zijn vader Jack Williams was hoofd van de race-afdeling van Associated Motor Cycles geweest. Omdat de 750cc-Norton-motor niet veel meer vermogen kon leveren, zocht Williams het vooral in andere zaken, zoals het verlagen van het gewicht, een klein frontaal oppervlak en een laag zwaartepunt. In 1972 gebruikte hij vooral bestaande onderdelen, zoals het licht gewijzigde dubbel wiegframe en de schijfrem van de Commando 750 Interstate. In 1973 volgde een heel modern semi-monocoqueframe en in 1974 een spaceframe. Sponsoring kwam van sigarettenfabrikant John Player. Daardoor kreeg de machine de naam John Player Norton. De machine was vanaf het begin niet erg succesvol, maar toen Japanse tweetaktmotoren zoals van de Yamaha TZ 750 steeds sterker werden kon de machine echt niet meer meekomen. Hoewel nog een poging werd gedaan om Cosworth een nieuw, watergekoeld blok te laten ontwikkelen, werd het project in 1975 niet meer voortgezet.

## Commando 850cc-modellen

### Motor
In 1973 werd de motor tot 828 cc vergroot door de boring van 73 naar 77 mm te brengen. Het carter werd verstevigd en de bevestigingsbouten van de cilinders en cilinderkop werden langer. De motor kreeg sterkere zuigers en er werden opnieuw maatregelen genomen om olielekkage tegen te gaan. Zo werd er een terugslagklep in de rechter carterplaat gezet om te voorkomen dat olie uit de olietank naar het carter lekte als de motor stilstond (het zgn. "wetsumping"). Tussen de beide uitlaatbochten kwam een balanspijp. Om de motortrillingen te beperken werd de krukas dynamisch uitgebalanceerd. Ook de koppeling werd verstevigd en kreeg een extra koppelingsplaat.

### Interstates

#### Commando 850 Interstate Mk I en Mk IA
De Norton Commando 850 Interstate Mk I kwam eind februari 1973 op de markt. Hoewel de machine niet uitsluitend voor de Amerikaanse markt bestemd was, gingen in het eerste jaar de meeste exemplaren daar toch naar toe. De machine week uiterlijk niet af van de Commando 750 Interstate, maar werd wel geleverd met elektrische richtingaanwijzers. In oktober 1973 kwam de Norton Commando 850 Interstate Mk IA op de Europese markt. De machine was door een ander uitlaatsysteem en een andere gearing meer aangepast aan Europa, met name aan de Europese geluidsnormen. Ze had ook een iets hogere kruissnelheid. De 850 Interstates waren van de Roadsters het best te onderscheiden door hun grote 24liter-tank.

#### Commando 850 Interstate Mk II en Mk IIA
Begin 1974 werden de in- en uitlaatpoorten in de cilinderkop aangepast en kreeg de Interstate 850 een ruitpatroon op het zadel. De naam veranderde daardoor in Norton Commando 850 Interstate Mk II en Norton Commando 850 Interstate Mk IIA.

#### Commando 850 Interstate Mk 3
In 1975 kreeg de Norton Commando 850 Interstate Mk 3 een flink aantal wijzigingen. In totaal waren het er meer dan honderd, maar de belangrijkste waren de toepassing van elektrische richtingaanwijzers, de schijfrem in het achterwiel, de startmotor en de verplaatsing van het schakelpedaal naar de linkerkant. De beide laatste wijzigingen waren het belangrijkst, hoewel de startmotor niet echt een verbetering was. Hij leverde te weinig vermogen en trok de accu snel leeg. Het was dan ook niet meer dan een "hulpje" bij het aantrappen van de motor. Klanten konden dit zelf oplossen door de motor te vervangen door een exemplaar met vier koolborstels van Prestolite of Lucas. De linkse schakeling werd in de hele wereld algemeen toegepast en was in de Verenigde Staten zelfs verplicht. Bij Britse motorrijders en anglofielen stuitte het op veel weerstand. Het was dan ook een hele omschakeling. Door gewenning werd vaak de rem ingetrapt als men wilde terugschakelen of teruggeschakeld als men wilde remmen. Anderzijds was het voor klanten van andere merken nu makkelijker om over te stappen op een Norton.

### Hi-Riders

#### Commando 850 Hi-Rider Mk I
De Norton Commando 850 Hi-Rider MkI leek erg veel op zijn 750cc-voorganger, maar kreeg een schijfrem in het voorwiel. Een Mk IA-versie was er niet; het model was niet bedoeld voor de Europese markt. De machine werd alleen in 1973 geleverd.

#### Commando 850 Hi-Rider Mk II
De Norton Commando 850 Hi-Rider Mk II kreeg de gewijzigde in- en uitlaatpoorten en werd in 1974 en 1975 geleverd.

#### Commando 850 Hi-Rider Mk 3
Hoewel een aantal bronnen meldt dat de productie van de Hi-Rider in 1974 eindigde, werd er wel degelijk een aantal Norton Commando 850 Hi-Rider Mk 3's met startmotor geleverd, maar alleen in 1975.

### Roadsters
De Norton Commando Interstate was ook in 750cc-uitvoering de luxe-versie van de Roadster geweest. Ook bij de 850cc-Commando's was dat zo. De Roadster was een goedkopere uitvoering van de Interstate, met een kleinere 14liter-tank en met de elektrische richtingaanwijzers slechts als optie leverbaar.

#### Commando 850 Roadster Mk I en Mk IA
De Norton Commando 850 Roadster Mk I verscheen in april 1973 tegelijk met de Interstate Mk I, bestemd voor de Amerikaanse markt maar met de 14liter-tank en standaard zonder richtingaanwijzers. De Norton Commando 850 Roadster Mk IA volgde in september en was bestemd voor de Europese markt met dezelfde aanpassingen als de Interstate Mk IA.

#### Commando 850 Roadster Mk II en Mk IIA
De Norton Commando 850 Roadster Mk II kreeg de gewijzigde in- en uitlaatpoorten en werd in 1974 en 1975 geleverd. De Norton Commando 850 Roadster Mk IIA was de versie voor het Europese vasteland.

#### Commando 850 Roadster Mk 3
De Norton Commando 850 Roadster Mk 3 kreeg een startmotor en linkse schakeling. Ze werd van 1975 tot 1977 geproduceerd.

### Politie

#### Commando 850 Interpol Mk I
De Commando 850 Interpol Mk I verscheen in 1973 met de 850cc-motor van de 850 Roadster/Interstate.

#### Commando 850 Interpol Mk II
De Commando 850 Interpol Mk II verscheen in 1974 met gewijzigde in/uitlaatpoorten in de cilinderkop zoals ook de andere modellen hadden. Na 1974 werden de 850cc-Interpols niet meer geleverd.

### Commando John Player Special
In 1974 verscheen de Commando John Player Special, een sportmotor die was geïnspireerd door de enduranceversie van de John Player Norton en ook de Avon-stroomlijnkuip met dubbele koplampen had, maar die onderhuids een Commando 850 Roadster Mk II was. De productie eindigde binnen een jaar, toen er slechts ongeveer 200 exemplaren gebouwd waren.

### Prototypen
In 1976 bouwde Norton-Villiers-Triumph nog twee prototypen in een poging een faillissement af te wenden.

#### Norton 76
De Norton 76 was in feite een normale Commando Roadster, maar met een moderne, meer hoekige styling, richtingaanwijzers en startmotor. Afwijkend waren de twee schijfremmen in het voorwiel en de enkele schijf in het achterwiel, de Ceriani-voorvork en de gietwielen. Er werd slechts een enkel exemplaar gebouwd, dat in het National Motorcycle Museum in Bickenhill eindigde.

#### Commando 900
Het tweede prototype uit 1976 kreeg weliswaar de naam Commando 900, maar had in feite een tot 870 cc vergroot Triumph Trident-driecilinderblok. De machine was wel opgebouwd uit zowel Norton- als Triumph-onderdelen en de Isolastic-motorophanging werd Trilastic genoemd.

## Norton Villiers Triumph
Na de problemen met de Combat-motor kwam Norton in financiële problemen, maar die problemen waren bij de BSA-groep (BSA / Triumph) nog veel groter. De Britse conservatieve regering stelde in 1972 een financieel reddingsplan voor, op voorwaarde dat Norton Villiers en de BSA-groep zouden fuseren. In 1973 werd op die manier Norton Villiers Triumph (NVT) opgericht. NVT had nu vier fabrieken: de BSA-fabriek in Small Heath (Birmingham), waar ook de Triumph Tridents werden gemaakt, de Triumph-fabriek in Meriden en de beide Norton-fabrieken in Wolverhampton en Andover. Men moest echter bezuinigen en besloten werd om Andover en Meriden te sluiten. Toen het personeel de ontslagbrieven kreeg volgden zitstakingen in beide fabrieken, waarvan die in Meriden twee jaar duurde. Daardoor stokte de productie van alle Triumphs, want in Small Heath was men afhankelijk van producten uit Meriden. Eind 1974 had NVT meer dan 3 miljoen pond verlies geleden. In 1975 had er een regeringswissel plaatsgevonden. Het conservatieve Kabinet-Heath was vervangen door het Labour-Kabinet-Wilson III en minister van industrie Tony Benn herriep een lening van 4 miljoen pond en weigerde de exportkredieten van het bedrijf te verlengen. Het bedrijf ging vervolgens onder curatele en er werden ontslagen aangekondigd voor al het personeel op de verschillende locaties. Om totale liquidatie te voorkomen steunde de regering de oprichting van NVT Engineering Ltd, om reserveonderdelen te produceren en de reeds begonnen productie van Commando's te voltooien. In september 1977 waren de nog uitstaande 1.500 Commando's voltooid. De overige onderdelen werden verkocht aan Andover-Norton, dat nog eens 30 machines produceerde.

## Technische gegevens 750cc-modellen
|                        | Prototype                         | 750 (Fastback)                    | 750 (Fastback)                    | 750 (Fastback)                    | 750 (Fastback)                    | 750 (Fastback)                    | 750 (Fastback)                                        | 750 (Fastback)                    |                                   |
| ---------------------- | --------------------------------- | --------------------------------- | --------------------------------- | --------------------------------- | --------------------------------- | --------------------------------- | ----------------------------------------------------- | --------------------------------- | --------------------------------- |
| Norton Commando 750    | Atlas Mk III                      | 750                               | Fastback                          | Fastback Mk II                    | Fastback Mk III                   | Fastback LR                       | Fastback Mk IV                                        | Fastback LR Mk IV                 |                                   |
| Motor                  | Atlas                             | 20M3                              | 20M3S                             | 20M3S                             | 20M3S                             | 20M3S                             | Combat                                                | Combat                            |                                   |
| Periode van            | 1967                              | april 1968                        | maart 1969                        | september 1970                    | januari 1971                      | maart 1971                        | januari 1972                                          | januari 1972                      |                                   |
| Periode tot            | 1967                              | maart 1969                        | augustus 1970                     | december 1970                     | december 1971                     | december 1971                     | maart 1973                                            | maart 1973                        |                                   |
| Categorie              | Prototype                         | Sport                             | Sport                             | Sport                             | Sport                             | Sport                             | Sport                                                 | Sport                             |                                   |
| Motortype              | Stoterstangen kopklepmotor        | Stoterstangen kopklepmotor        | Stoterstangen kopklepmotor        | Stoterstangen kopklepmotor        | Stoterstangen kopklepmotor        | Stoterstangen kopklepmotor        | Stoterstangen kopklepmotor                            | Stoterstangen kopklepmotor        |                                   |
| Bouwwijze              | Dwarsgeplaatste paralleltwin      | Dwarsgeplaatste paralleltwin      | Dwarsgeplaatste paralleltwin      | Dwarsgeplaatste paralleltwin      | Dwarsgeplaatste paralleltwin      | Dwarsgeplaatste paralleltwin      | Dwarsgeplaatste paralleltwin                          | Dwarsgeplaatste paralleltwin      |                                   |
| Koeling                | Lucht                             | Lucht                             | Lucht                             | Lucht                             | Lucht                             | Lucht                             | Lucht                                                 | Lucht                             |                                   |
| Boring                 | 73 mm                             | 73 mm                             | 73 mm                             | 73 mm                             | 73 mm                             | 73 mm                             | 73 mm                                                 | 73 mm                             |                                   |
| Slag                   | 89 mm                             | 89 mm                             | 89 mm                             | 89 mm                             | 89 mm                             | 89 mm                             | 89 mm                                                 | 89 mm                             |                                   |
| Cilinderinhoud         | 745 cc                            | 745 cc                            | 745 cc                            | 745 cc                            | 745 cc                            | 745 cc                            | 745 cc                                                | 745 cc                            |                                   |
| Carburateur(s) (Amal)  | 2 x 930 Concentric                | 2 x 930 Concentric                | 2 x 930 Concentric                | 2 x 930 Concentric                | 2 x 930 Concentric                | 2 x 930 Concentric                | 2 x 932 Concentric                                    | 2 x 932 Concentric                |                                   |
| Ontsteking             | Lucas 12V accu-bobine             | Lucas 12V accu-bobine             | Lucas 12V accu-bobine             | Lucas 12V accu-bobine             | Lucas 12V accu-bobine             | Lucas 12V accu-bobine             | Lucas 12V accu-bobine                                 | Lucas 12V accu-bobine             |                                   |
| Smeersysteem           | Dry-sumpsysteem                   | Dry-sumpsysteem                   | Dry-sumpsysteem                   | Dry-sumpsysteem                   | Dry-sumpsysteem                   | Dry-sumpsysteem                   | Dry-sumpsysteem                                       | Dry-sumpsysteem                   |                                   |
| Compressieverhouding   | 8,9:1                             | 8,9:1                             | 9:1                               | 9:1                               | 9:1                               | 9:1                               | 10:1                                                  | 10:1                              |                                   |
| Max. Vermogen          | 55 pk bij 6.800 tpm               | 58 pk bij 6.800 tpm               | 60 pk bij 6.800 tpm               | 60 pk bij 6.800 tpm               | 60 pk bij 6.800 tpm               | 60 pk bij 6.800 tpm               | 65 pk bij 6.500 tpm                                   | 65 pk bij 6.500 tpm               |                                   |
| Startmethode           | Kickstarter                       | Kickstarter                       | Kickstarter                       | Kickstarter                       | Kickstarter                       | Kickstarter                       | Kickstarter                                           | Kickstarter                       |                                   |
| Topsnelheid            | 165 km/uur                        | 187 km/uur                        | 187 km/uur                        | 187 km/uur                        | 187 km/uur                        | 187 km/uur                        | 174, 184 of 191 km/uur                                | 174, 184 of 191 km/uur            |                                   |
| Primaire aandrijving   | Ketting                           | Triplexketting                    | Triplexketting                    | Triplexketting                    | Triplexketting                    | Triplexketting                    | Triplexketting                                        | Triplexketting                    |                                   |
| Koppeling              | Meervoudige natte plaat           | Meervoudige natte plaat           | Meervoudige natte plaat           | Meervoudige natte plaat           | Meervoudige natte plaat           | Meervoudige natte plaat           | Meervoudige natte plaat                               | Meervoudige natte plaat           |                                   |
| Versnellingen          | 4 (AMC)                           | 4 (AMC)                           | 4 (AMC)                           | 4 (AMC)                           | 4 (AMC)                           | 4 (AMC)                           | 4 (AMC)                                               | 4 (AMC)                           |                                   |
| Secundaire aandrijving | Ketting                           | Ketting                           | Ketting                           | Ketting                           | Ketting                           | Ketting                           | Ketting                                               | Ketting                           |                                   |
| Rijwielgedeelte        | Dubbel wiegframe                  | Dubbel wiegframe                  | Dubbel wiegframe                  | Dubbel wiegframe                  | Dubbel wiegframe                  | Dubbel wiegframe                  | Dubbel wiegframe                                      | Dubbel wiegframe                  |                                   |
| Voorvork               | Telescoopvork (Norton Roadholder) | Telescoopvork (Norton Roadholder) | Telescoopvork (Norton Roadholder) | Telescoopvork (Norton Roadholder) | Telescoopvork (Norton Roadholder) | Telescoopvork (Norton Roadholder) | Telescoopvork (Norton Roadholder)                     | Telescoopvork (Norton Roadholder) |                                   |
| Achtervork             | Swingarm                          | Swingarm                          | Swingarm                          | Swingarm                          | Swingarm                          | Swingarm                          | Swingarm                                              | Swingarm                          |                                   |
| Voorrem                | Trommel                           | 200 mm trommel                    | 203 mm trommel                    | 203 mm trommel                    | 203 mm trommel                    | 203 mm trommel                    | 203 mm trommel                                        | 203 mm trommel                    |                                   |
| Achterrem              | Trommel                           | 178 mm trommel                    | 178 mm trommel                    | 178 mm trommel                    | 178 mm trommel                    | 178 mm trommel                    | 178 mm trommel                                        | 178 mm trommel                    |                                   |
| Wielbasis              | Onbekend                          | 1.441 mm                          | 1.441 mm                          | 1.441 mm                          | 1.441 mm                          | 1.441 mm                          | 1.441 mm                                              | 1.441 mm                          |                                   |
| Zadelhoogte            | Onbekend                          | 787 mm                            | 787 mm                            | 787 mm                            | 787 mm                            | 787 mm                            | 787 mm                                                | 787 mm                            |                                   |
| Tankinhoud             | Onbekend                          | 14,7 liter                        | 14,7 liter                        | 14,7 liter                        | 14,7 liter                        | 18 liter                          | 14,7 liter                                            | 18 liter                          |                                   |
| Gewicht                | Onbekend                          | 188,6 kg (droog)                  | 188,6 kg (droog)                  | 188,6 kg (droog)                  | 188,6 kg (droog)                  | ca. 190 kg (droog)                | 188,6 kg (droog)                                      | ca. 190 kg (droog)                |                                   |
| Voorganger             | Atlas                             | Atlas Mk III                      | 750                               | 750 Fastback                      | 750 Fastback                      | 750 Fastback Mk II                | 750 Fastback Mk3                                      | 750 Fastback LR                   |                                   |
| Opvolger               | 750                               | 750 Fastback                      | 750 Fastback Mk II                | 750 Fastback Mk III               | 750 Fastback Mk IV                | 750 Fastback LR Mk IV             | Geen                                                  | Geen                              |                                   |
|                        | Scramblers                        | Scramblers                        | R(oadsters)                       | R(oadsters)                       | R(oadsters)                       | R(oadsters)                       | R(oadsters)                                           | Politie                           |                                   |
| Norton Commando 750    | S                                 | SS                                | R                                 | Roadster                          | Roadster Mk II                    | Roadster Mk IV                    | Roadster Mk V                                         | Interpol                          |                                   |
| Motor                  | 20M3S                             | 20M3S                             | 20M3                              | 20M3S                             | 20M3S                             | Combat                            | Combat                                                | 20M3S                             |                                   |
| Periode van            | maart 1969                        | maart 1971                        | maart 1969                        | maart 1970                        | januari 1971                      | januari 1972                      | maart 1973                                            | 1969                              |                                   |
| Periode tot            | juni 1970                         | oktober 1971                      | september 1969                    | december 1970                     | december 1971                     | februari 1973                     | oktober 1973                                          | 1973                              |                                   |
| Categorie              | Scrambler                         | Scrambler                         | Toer                              | Toer                              | Toer                              | Toer                              | Toer                                                  | Politie                           |                                   |
| Motortype              | Stoterstangen kopklepmotor        | Stoterstangen kopklepmotor        | Stoterstangen kopklepmotor        | Stoterstangen kopklepmotor        | Stoterstangen kopklepmotor        | Stoterstangen kopklepmotor        | Stoterstangen kopklepmotor                            | Stoterstangen kopklepmotor        |                                   |
| Bouwwijze              | Dwarsgeplaatste paralleltwin      | Dwarsgeplaatste paralleltwin      | Dwarsgeplaatste paralleltwin      | Dwarsgeplaatste paralleltwin      | Dwarsgeplaatste paralleltwin      | Dwarsgeplaatste paralleltwin      | Dwarsgeplaatste paralleltwin                          | Dwarsgeplaatste paralleltwin      |                                   |
| Koeling                | Lucht                             | Lucht                             | Lucht                             | Lucht                             | Lucht                             | Lucht                             | Lucht                                                 | Lucht                             |                                   |
| Boring                 | 73 mm                             | 73 mm                             | 73 mm                             | 73 mm                             | 73 mm                             | 73 mm                             | 73 mm                                                 | 73 mm                             |                                   |
| Slag                   | 89 mm                             | 89 mm                             | 89 mm                             | 89 mm                             | 89 mm                             | 89 mm                             | 89 mm                                                 | 89 mm                             |                                   |
| Cilinderinhoud         | 745 cc                            | 745 cc                            | 745 cc                            | 745 cc                            | 745 cc                            | 745 cc                            | 745 cc                                                | 745 cc                            |                                   |
| Carburateur(s) (Amal)  | 2 x 930 Concentric                | 2 x 930 Concentric                | 2 x 930 Concentric                | 2 x 930 Concentric                | 2 x 930 Concentric                | 2 x 932 Concentric                | 2 x 932 Concentric                                    | 2 x 930 Concentric                |                                   |
| Ontsteking             | Lucas 12V accu-bobine             | Lucas 12V accu-bobine             | Lucas 12V accu-bobine             | Lucas 12V accu-bobine             | Lucas 12V accu-bobine             | Lucas 12V accu-bobine             | Lucas 12V accu-bobine                                 | Lucas 12V accu-bobine             |                                   |
| Smeersysteem           | Dry-sumpsysteem                   | Dry-sumpsysteem                   | Dry-sumpsysteem                   | Dry-sumpsysteem                   | Dry-sumpsysteem                   | Dry-sumpsysteem                   | Dry-sumpsysteem                                       | Dry-sumpsysteem                   |                                   |
| Compressieverhouding   | 9:1                               | 9:1                               | 8,9:1                             | 8,9:1                             | 8,9:1                             | 10:1                              | 8,9:1                                                 | 9:1                               |                                   |
| Max. Vermogen          | 60 pk bij 6.800 tpm               | 60 pk bij 6.800 tpm               | 56 pk bij 6.800 tpm               | 56 pk bij 6.800 tpm               | 56 pk bij 6.800 tpm               | 65 pk bij 6.500 tpm               | 58 pk bij 6.000 tpm                                   | 60 pk bij 6.800 tpm               |                                   |
| Startmethode           | kickstarter                       | kickstarter                       | kickstarter                       | kickstarter                       | kickstarter                       | kickstarter                       | kickstarter                                           | kickstarter                       |                                   |
| Topsnelheid            | 185 km/uur                        | 185 km/uur                        | 185 km/uur                        | 185 km/uur                        | 185 km/uur                        | 174, 184 of 191 km/uur            | 187 km/uur                                            | Onbekend                          |                                   |
| Primaire aandrijving   | Triplexketting                    | Triplexketting                    | Triplexketting                    | Triplexketting                    | Triplexketting                    | Triplexketting                    | Triplexketting                                        | Triplexketting                    |                                   |
| Koppeling              | Meervoudige natte plaat           | Meervoudige natte plaat           | Meervoudige natte plaat           | Meervoudige natte plaat           | Meervoudige natte plaat           | Meervoudige natte plaat           | Meervoudige natte plaat                               | Meervoudige natte plaat           |                                   |
| Versnellingen          | 4 (AMC)                           | 4 (AMC)                           | 4 (AMC)                           | 4 (AMC)                           | 4 (AMC)                           | 4 (AMC)                           | 4 (AMC)                                               | 4 (AMC)                           |                                   |
| Secundaire aandrijving | Ketting                           | Ketting                           | Ketting                           | Ketting                           | Ketting                           | Ketting                           | Ketting                                               | Ketting                           |                                   |
| Rijwielgedeelte        | Dubbel wiegframe                  | Dubbel wiegframe                  | Dubbel wiegframe                  | Dubbel wiegframe                  | Dubbel wiegframe                  | Dubbel wiegframe                  | Dubbel wiegframe                                      | Dubbel wiegframe                  |                                   |
| Voorvork               | Telescoopvork (Norton Roadholder) | Telescoopvork (Norton Roadholder) | Telescoopvork (Norton Roadholder) | Telescoopvork (Norton Roadholder) | Telescoopvork (Norton Roadholder) | Telescoopvork (Norton Roadholder) | Telescoopvork (Norton Roadholder)                     | Telescoopvork (Norton Roadholder) |                                   |
| Achtervork             | Swingarm                          | Swingarm                          | Swingarm                          | Swingarm                          | Swingarm                          | Swingarm                          | Swingarm                                              | Swingarm                          |                                   |
| Voorrem                | 203 mm trommel                    | 203 mm trommel                    | 203 mm trommel                    | 203 mm trommel                    | 203 mm trommel                    | 203 mm trommel                    | 272 mm schijf                                         | 203 mm trommel                    |                                   |
| Achterrem              | 178 mm trommel                    | 178 mm trommel                    | 178 mm trommel                    | 178 mm trommel                    | 178 mm trommel                    | 178 mm trommel                    | 178 mm trommel                                        | 178 mm trommel                    |                                   |
| Wielbasis              | 1.450 mm                          | 1.450 mm                          | 1.441 mm                          | 1.441 mm                          | 1.441 mm                          | 1.441 mm                          | 1.441 mm                                              | 1.441 mm                          |                                   |
| Zadelhoogte            | 795 mm                            | 795 mm                            | 864 mm                            | 864 mm                            | 864 mm                            | 864 mm                            | 864 mm                                                | 864 mm                            |                                   |
| Tankinhoud             | 10,2 liter                        | 10,2 liter                        | 10,2 liter                        | 10,2 liter                        | 10,2 liter                        | 11,4 liter                        | 11,4 liter                                            | 18 liter                          |                                   |
| Gewicht                | 191 kg (droog)                    | ca. 191 kg (droog)                | 195 kg (droog)                    | 195 kg (droog)                    | 195 kg (droog)                    | 195 kg (droog)                    | 195 kg (droog)                                        | Onbekend                          |                                   |
| Voorganger             | N15 CS                            | 750 S                             | Atlas                             | Atlas                             | R                                 | Roadster                          | Roadster Mk II                                        | Roadster Mk IV                    |                                   |
| Opvolger               | 750 SS                            | Geen                              | Roadster                          | Roadster Mk II                    | Roadster Mk IV                    | Roadster Mk V                     | Geen                                                  | Geen                              |                                   |
|                        | Productieracer                    | Hi-Riders                         | Hi-Riders                         | Hi-Riders                         | Interstates                       | Interstates                       | Fabrieksracers                                        | Fabrieksracers                    | Fabrieksracers                    |
| Norton Commando 750    | Production Racer                  | Hi-Rider                          | Hi-Rider Mk IV                    | Hi-Rider Mk V                     | Interstate                        | Interstate Mk V                   | John Player Norton                                    | John Player Norton                | John Player Norton                |
| Motor                  | Combat                            | 20M3S                             | Combat                            | Combat                            | Combat                            | Combat                            |                                                       |                                   |                                   |
| Periode van            | april 1971                        | mei 1971                          | januari 1972                      | maart 1973                        | januari 1972                      | maart 1973                        | 1972                                                  | 1973                              | 1974                              |
| Periode tot            | oktober 1973                      | december 1971                     | februari 1972                     | oktober 1973                      | februari 1973                     | oktober 1973                      | 1972                                                  | 1973                              | 1974                              |
| Categorie              | Productieracer                    | Custom                            | Custom                            | Custom                            | Toer                              | Toer                              | Fabrieksracer                                         | Fabrieksracer                     | Fabrieksracer                     |
| Motortype              | Stoterstangen kopklepmotor        | Stoterstangen kopklepmotor        | Stoterstangen kopklepmotor        | Stoterstangen kopklepmotor        | Stoterstangen kopklepmotor        | Stoterstangen kopklepmotor        | Stoterstangen kopklepmotor                            | Stoterstangen kopklepmotor        | Stoterstangen kopklepmotor        |
| Bouwwijze              | Dwarsgeplaatste paralleltwin      | Dwarsgeplaatste paralleltwin      | Dwarsgeplaatste paralleltwin      | Dwarsgeplaatste paralleltwin      | Dwarsgeplaatste paralleltwin      | Dwarsgeplaatste paralleltwin      | Dwarsgeplaatste paralleltwin                          | Dwarsgeplaatste paralleltwin      | Dwarsgeplaatste paralleltwin      |
| Koeling                | Lucht                             | Lucht                             | Lucht                             | Lucht                             | Lucht                             | Lucht                             | Lucht                                                 | Lucht                             | Lucht                             |
| Boring                 | 73 mm                             | 73 mm                             | 73 mm                             | 73 mm                             | 73 mm                             | 73 mm                             | 73 mm                                                 | 73 mm                             | 73 mm                             |
| Slag                   | 89 mm                             | 89 mm                             | 89 mm                             | 89 mm                             | 89 mm                             | 89 mm                             | 89 mm                                                 | 89 mm                             | 89 mm                             |
| Cilinderinhoud         | 745 cc                            | 745 cc                            | 745 cc                            | 745 cc                            | 745 cc                            | 745 cc                            | 745 cc                                                | 745 cc                            | 745 cc                            |
| Carburateur(s) (Amal)  | 2 x 932 Concentric                | 2 x 930 Concentric                | 2 x 930 Concentric                | 2 x 930 Concentric                | 2 x 930 Concentric                | 2 x 930 Concentric                | 2 x Concentric GP 32 mm later 2 x Concentric GP 33 mm | 2 x Concentric GP 33 mm           | 2 x Concentric GP 33 mm           |
| Ontsteking             | Lucas 12V accu-bobine             | Lucas 12V accu-bobine             | Lucas 12V accu-bobine             | Lucas 12V accu-bobine             | Lucas 12V accu-bobine             | Lucas 12V accu-bobine             | Lucas elektronische ontsteking                        | Lucas elektronische ontsteking    | Lucas elektronische ontsteking    |
| Smeersysteem           | Dry-sumpsysteem                   | Dry-sumpsysteem                   | Dry-sumpsysteem                   | Dry-sumpsysteem                   | Dry-sumpsysteem                   | Dry-sumpsysteem                   | Dry-sumpsysteem                                       | Dry-sumpsysteem                   | Dry-sumpsysteem                   |
| Compressieverhouding   | 10,25:1                           | 9:1                               | 10:1                              | 8,9:1                             | 10:1                              | 8,9:1                             | 10,8:1                                                | 10,5:1                            | 10,5:1                            |
| Max. Vermogen          | 66 à 68 pk bij 7.000 tpm          | 60 pk bij 6.800 tpm               | 65 pk bij 6.500 tpm               | 58 pk bij 6.000 tpm               | 65 pk bij 6.500 tpm               | 58 pk bij 6.000 tpm               | >70 pk bij 7.000 tpm, later 76 pk bij 7.500 tpm       | 76 pk bij 7.200 tpm               | 78 pk bij 7.500 tpm               |
| Startmethode           | Kickstarter                       | Kickstarter                       | Kickstarter                       | Kickstarter                       | Kickstarter                       | Kickstarter                       | Duwstart                                              | Duwstart                          | Duwstart                          |
| Topsnelheid            | 211 km/uur                        | Onbekend                          | Onbekend                          | Onbekend                          | 187 km/uur                        | 187 km/uur                        | >240 km/uur                                           | >240 km/uur                       | 265 km/uur                        |
| Primaire aandrijving   | Triplexketting                    | Triplexketting                    | Triplexketting                    | Triplexketting                    | Triplexketting                    | Triplexketting                    | Triplexketting                                        | Triplexketting                    | Triplexketting                    |
| Koppeling              | Meervoudige natte plaat           | Meervoudige natte plaat           | Meervoudige natte plaat           | Meervoudige natte plaat           | Meervoudige natte plaat           | Meervoudige natte plaat           | Meervoudige natte plaat                               | Meervoudige droge plaat           | Meervoudige droge plaat           |
| Versnellingen          | 4 (AMC)                           | 4 (AMC)                           | 4 (AMC)                           | 4 (AMC)                           | 4 (AMC)                           | 4 (AMC)                           | 5 (Quaife)                                            | 5 (Quaife)                        | 5 (Quaife)                        |
| Secundaire aandrijving | Ketting                           | Ketting                           | Ketting                           | Ketting                           | Ketting                           | Ketting                           | Ketting                                               | Ketting                           | Ketting                           |
| Rijwielgedeelte        | Dubbel wiegframe                  | Dubbel wiegframe                  | Dubbel wiegframe                  | Dubbel wiegframe                  | Dubbel wiegframe                  | Dubbel wiegframe                  | Dubbel wiegframe                                      | Semi-monocoque                    | Spaceframe                        |
| Voorvork               | Telescoopvork (Norton Roadholder) | Telescoopvork (Norton Roadholder) | Telescoopvork (Norton Roadholder) | Telescoopvork (Norton Roadholder) | Telescoopvork (Norton Roadholder) | Telescoopvork (Norton Roadholder) | Telescoopvork (Norton Roadholder)                     | Telescoopvork (Norton Roadholder) | Telescoopvork (Norton Roadholder) |
| Achtervork             | Swingarm                          | Swingarm                          | Swingarm                          | Swingarm                          | Swingarm                          | Swingarm                          | Swingarm                                              | Swingarm                          | Swingarm                          |
| Voorrem                | 272 mm schijf                     | 203 mm trommel                    | 203 mm trommel                    | 203 mm trommel                    | 272 mm schijf                     | 272 mm schijf                     | 2 x 254 mm schijf                                     | 2 x 254 mm schijf                 | 2 x 254 mm schijf                 |
| Achterrem              | 203 mm trommel                    | 178 mm trommel                    | 178 mm trommel                    | 178 mm trommel                    | 178 mm trommel                    | 178 mm trommel                    | 203 mm trommel                                        | 216 mm schijf                     | 216 mm schijf                     |
| Wielbasis              | Onbekend                          | 1.441 mm                          | 1.441 mm                          | 1.441 mm                          | 1.441 mm                          | 1.441 mm                          | 1.390 mm                                              | 1.420 mm                          | 1.410 mm                          |
| Zadelhoogte            | Onbekend                          | Onbekend                          | Onbekend                          | Onbekend                          | Onbekend                          | Onbekend                          | Onbekend                                              | Onbekend                          | Onbekend                          |
| Tankinhoud             | 16 of 22,7 liter                  | 10 liter                          | 10 liter                          | 10 liter                          | 25 liter                          | 25 liter                          | 23 liter                                              | 23 liter                          | 23 liter                          |
| Gewicht                | 182 kg (droog)                    | 191 kg (droog)                    | 191 kg (droog)                    | 191 kg (droog)                    | 203 kg (droog)                    | 203 kg (droog)                    | 166 kg (droog)                                        | 150 kg (droog)                    | 150,2 kg (droog)                  |
| Voorganger             | Geen                              | Geen                              | 750 Hi-Rider                      | 750 Hi-Rider Mk II                | Geen                              | 750 Interstate                    | Geen                                                  | Geen                              | Geen                              |
| Opvolger               | Geen                              | 750 Hi-Rider Mk IV                | 750 Hi-Rider Mk V                 | 850 Hi-Rider Mk II                | 750 Interstate Mk V               | Geen                              | Challenge P86                                         | Challenge P86                     | Challenge P86                     |

## Technische gegevens 850cc-modellen
|                        | Interstates                       | Interstates                       | Interstates                       | Interstates                       | Interstates                       | Hi-Riders                         | Hi-Riders                         | Hi-Riders                         | John Player Special               |
| ---------------------- | --------------------------------- | --------------------------------- | --------------------------------- | --------------------------------- | --------------------------------- | --------------------------------- | --------------------------------- | --------------------------------- | --------------------------------- |
| Norton Commando 850    | Interstate Mk I                   | Interstate Mk IA                  | Interstate Mk II                  | Interstate Mk IIA                 | Interstate Mk 3                   | Hi-Rider Mk I                     | Hi-Rider Mk II                    | Hi-Rider Mk 3                     | John Player Special               |
| Periode van            | april 1973                        | september 1973                    | januari 1974                      | januari 1974                      | februari 1975                     | april 1973                        | januari 1974-1975                 | 1975                              | november 1973                     |
| Periode tot            | december 1973                     | februari 1975                     | februari 1975                     | februari 1975                     | 1977                              | december 1973                     | februari 1975                     | 1975                              | februari 1975                     |
| Categorie              | Toer                              | Toer                              | Toer                              | Toer                              | Toer                              | Custom                            | Custom                            | Custom                            | Sport                             |
| Motortype              | Stoterstangen kopklepmotor        | Stoterstangen kopklepmotor        | Stoterstangen kopklepmotor        | Stoterstangen kopklepmotor        | Stoterstangen kopklepmotor        | Stoterstangen kopklepmotor        | Stoterstangen kopklepmotor        | Stoterstangen kopklepmotor        | Stoterstangen kopklepmotor        |
| Bouwwijze              | Dwarsgeplaatste paralleltwin      | Dwarsgeplaatste paralleltwin      | Dwarsgeplaatste paralleltwin      | Dwarsgeplaatste paralleltwin      | Dwarsgeplaatste paralleltwin      | Dwarsgeplaatste paralleltwin      | Dwarsgeplaatste paralleltwin      | Dwarsgeplaatste paralleltwin      | Dwarsgeplaatste paralleltwin      |
| Koeling                | Lucht                             | Lucht                             | Lucht                             | Lucht                             | Lucht                             | Lucht                             | Lucht                             | Lucht                             | Lucht                             |
| Boring                 | 77 mm                             | 77 mm                             | 77 mm                             | 77 mm                             | 77 mm                             | 77 mm                             | 77 mm                             | 77 mm                             | 77 mm                             |
| Slag                   | 89 mm                             | 89 mm                             | 89 mm                             | 89 mm                             | 89 mm                             | 89 mm                             | 89 mm                             | 89 mm                             | 89 mm                             |
| Cilinderinhoud         | 828,9 cc                          | 828,9 cc                          | 828,9 cc                          | 828,9 cc                          | 828,9 cc                          | 828,9 cc                          | 828,9 cc                          | 828,9 cc                          | 828,9 cc                          |
| Carburateur(s) (Amal)  | 2 x 932 Concentric                | 2 x 932 Concentric                | 2 x 932 Concentric                | 2 x 932 Concentric                | 2 x 932 Concentric                | 2 x 932 Concentric                | 2 x 932 Concentric                | 2 x 932 Concentric                | 2 x 932 Concentric                |
| Ontsteking             | Lucas accu / bobine               | Lucas accu / bobine               | Lucas accu / bobine               | Lucas accu / bobine               | Lucas accu / bobine               | Lucas accu / bobine               | Lucas accu / bobine               | Lucas accu / bobine               | Lucas accu / bobine               |
| Smeersysteem           | Dry-sumpsysteem                   | Dry-sumpsysteem                   | Dry-sumpsysteem                   | Dry-sumpsysteem                   | Dry-sumpsysteem                   | Dry-sumpsysteem                   | Dry-sumpsysteem                   | Dry-sumpsysteem                   | Dry-sumpsysteem                   |
| Compressieverhouding   | 8,5:1                             | 8,5:1                             | 8,5:1                             | 8,5:1                             | 8,5:1                             | 8,5:1                             | 8,5:1                             | 8,5:1                             | 8,5:1                             |
| Max. Vermogen          | 60 pk bij 6.200 tpm               | 60 pk bij 6.200 tpm               | 60 pk bij 6.200 tpm               | 60 pk bij 6.200 tpm               | 60 pk bij 6.200 tpm               | 60 pk bij 6.200 tpm               | 60 pk bij 6.200 tpm               | 60 pk bij 6.200 tpm               | 60 pk bij 6.200 tpm               |
| Startmethode           | Kickstarter                       | Kickstarter                       | Kickstarter                       | Kickstarter                       | Kickstarter / startmotor          | Kickstarter                       | Kickstarter                       | Kickstarter / startmotor          | Kickstarter                       |
| Topsnelheid            | 185 km/uur                        | 185 km/uur                        | 185 km/uur                        | 185 km/uur                        | 185 km/uur                        | 185 km/uur                        | 185 km/uur                        | 185 km/uur                        | 185 km/uur                        |
| Primaire aandrijving   | Triplexketting                    | Triplexketting                    | Triplexketting                    | Triplexketting                    | Triplexketting                    | Triplexketting                    | Triplexketting                    | Triplexketting                    | Triplexketting                    |
| Koppeling              | Meervoudige natte plaat           | Meervoudige natte plaat           | Meervoudige natte plaat           | Meervoudige natte plaat           | Meervoudige natte plaat           | Meervoudige natte plaat           | Meervoudige natte plaat           | Meervoudige natte plaat           | Meervoudige natte plaat           |
| Versnellingen          | 4 (AMC)                           | 4 (AMC)                           | 4 (AMC)                           | 4 (AMC)                           | 4 (AMC)                           | 4 (AMC)                           | 4 (AMC)                           | 4 (AMC)                           | 4 (AMC)                           |
| Secundaire aandrijving | Ketting                           | Ketting                           | Ketting                           | Ketting                           | Ketting                           | Ketting                           | Ketting                           | Ketting                           | Ketting                           |
| Rijwielgedeelte        | Dubbel wiegframe                  | Dubbel wiegframe                  | Dubbel wiegframe                  | Dubbel wiegframe                  | Dubbel wiegframe                  | Dubbel wiegframe                  | Dubbel wiegframe                  | Dubbel wiegframe                  | Dubbel wiegframe                  |
| Voorvork               | Telescoopvork (Norton Roadholder) | Telescoopvork (Norton Roadholder) | Telescoopvork (Norton Roadholder) | Telescoopvork (Norton Roadholder) | Telescoopvork (Norton Roadholder) | Telescoopvork (Norton Roadholder) | Telescoopvork (Norton Roadholder) | Telescoopvork (Norton Roadholder) | Telescoopvork (Norton Roadholder) |
| Achtervork             | Swingarm                          | Swingarm                          | Swingarm                          | Swingarm                          | Swingarm                          | Swingarm                          | Swingarm                          | Swingarm                          | Swingarm                          |
| Voorrem                | 1 x 254 mm schijf                 | 1 x 254 mm schijf                 | 1 x 254 mm schijf                 | 1 x 254 mm schijf                 | 1 x 254 mm schijf                 | 1 x 254 mm schijf                 | 1 x 254 mm schijf                 | 1 x 254 mm schijf                 | 1 x 254 mm schijf                 |
| Achterrem              | 178 mm trommel                    | 178 mm trommel                    | 178 mm trommel                    | 178 mm trommel                    | Schijf                            | 178 mm trommel                    | 178 mm trommel                    | Schijf                            | 178 mm trommel                    |
| Wielbasis              | 1.450 mm                          | 1.450 mm                          | 1.450 mm                          | 1.450 mm                          | 1.450 mm                          | 1.453 mm                          | 1.453 mm                          | 1.453 mm                          | 1.450 mm                          |
| Zadelhoogte            | Onbekend                          | Onbekend                          | Onbekend                          | Onbekend                          | Onbekend                          | 787 mm                            | 787 mm                            | 787 mm                            | 800 mm                            |
| Tankinhoud             | 25 liter                          | 25 liter                          | 24 liter                          | 24 liter                          | 24 liter                          | 9 liter                           | 9 liter                           | 9 liter                           | 16 liter                          |
| Gewicht                | 188 kg (droog)                    | 188 kg (droog)                    | 188 kg (droog)                    | 188 kg (droog)                    | 233 kg (nat)                      | 191 kg (droog)                    | 191 kg (droog)                    | 191 kg (droog)                    | 197 kg (droog)                    |
| Voorganger             | 750 Interstate                    | Interstate Mk I                   | Interstate Mk I                   | Interstate Mk IA                  | Interstate Mk II(A)               | 750 Hi-Rider Mk IV                | Hi-Rider Mk I                     | Hi-Rider Mk II                    | Geen                              |
| Opvolger               | Interstate Mk I                   | Interstate Mk IIA                 | Interstate Mk 3                   | Interstate Mk 3                   | Geen                              | Hi-Rider Mk II                    | Hi-Rider Mk 3                     | Geen                              | Geen                              |
|                        | Roadsters                         | Roadsters                         | Roadsters                         | Roadsters                         | Roadsters                         | Politie                           | Politie                           | Prototypen                        | Prototypen                        |
| Norton Commando 850    | Roadster Mk I                     | Roadster Mk IA                    | Roadster Mk II                    | Roadster Mk IIA                   | Roadster Mk 3                     | Interpol Mk I                     | Interpol Mk II                    | Norton 76                         | Commando 900                      |
| Periode van            | april 1973                        | september 1973                    | januari 1974                      | januari 1974                      | februari 1975                     | 1973                              | 1974                              | 1976                              | 1976                              |
| Periode tot            | december 1973                     | februari 1974                     | februari 1975                     | februari 1975                     | 1977                              | 1973                              | 1974                              | 1976                              | 1976                              |
| Categorie              | Toer                              | Toer                              | Toer                              | Toer                              | Toer                              | Politie                           | Politie                           | Prototype                         | Prototype                         |
| Motortype              | Stoterstangen kopklepmotor        | Stoterstangen kopklepmotor        | Stoterstangen kopklepmotor        | Stoterstangen kopklepmotor        | Stoterstangen kopklepmotor        | Stoterstangen kopklepmotor        | Stoterstangen kopklepmotor        | Stoterstangen kopklepmotor        | Stoterstangen kopklepmotor        |
| Bouwwijze              | Dwarsgeplaatste paralleltwin      | Dwarsgeplaatste paralleltwin      | Dwarsgeplaatste paralleltwin      | Dwarsgeplaatste paralleltwin      | Dwarsgeplaatste paralleltwin      | Dwarsgeplaatste paralleltwin      | Dwarsgeplaatste paralleltwin      | Dwarsgeplaatste paralleltwin      | Dwarsgeplaatste driecilinder      |
| Koeling                | Lucht                             | Lucht                             | Lucht                             | Lucht                             | Lucht                             | Lucht                             | Lucht                             | Lucht                             | Lucht met oliekoeler              |
| Boring                 | 77 mm                             | 77 mm                             | 77 mm                             | 77 mm                             | 77 mm                             | 77 mm                             | 77 mm                             | 77 mm                             | Onbekend                          |
| Slag                   | 89 mm                             | 89 mm                             | 89 mm                             | 89 mm                             | 89 mm                             | 89 mm                             | 89 mm                             | 89 mm                             | Onbekend                          |
| Cilinderinhoud         | 828,9 cc                          | 828,9 cc                          | 828,9 cc                          | 828,9 cc                          | 828,9 cc                          | 828,9 cc                          | 828,9 cc                          | 828,9 cc                          | Onbekend                          |
| Carburateur(s) (Amal)  | 2 x 932 Concentric                | 2 x 932 Concentric                | 2 x 932 Concentric                | 2 x 932 Concentric                | 2 x 932 Concentric                | 2 x 932 Concentric                | 2 x 932 Concentric                | 1 x 44,4 mm SU                    | 3 x Concentric                    |
| Ontsteking             | Lucas accu / bobine               | Lucas accu / bobine               | Lucas accu / bobine               | Lucas accu / bobine               | Lucas accu / bobine               | Lucas accu / bobine               | Lucas accu / bobine               | Lucas accu / bobine               | Lucas accu / bobine               |
| Smeersysteem           | Dry-sumpsysteem                   | Dry-sumpsysteem                   | Dry-sumpsysteem                   | Dry-sumpsysteem                   | Dry-sumpsysteem                   | Dry-sumpsysteem                   | Dry-sumpsysteem                   | Dry-sumpsysteem                   | Dry-sumpsysteem                   |
| Compressieverhouding   | 8,5:1                             | 8,5:1                             | 8,5:1                             | 8,5:1                             | 8,5:1                             | 8,5:1                             | 8,5:1                             | 10,5:1                            | Onbekend                          |
| Max. Vermogen          | 60 pk bij 6.200 tpm               | 60 pk bij 6.200 tpm               | 60 pk bij 6.200 tpm               | 60 pk bij 6.200 tpm               | 60 pk bij 6.200 tpm               | 60 pk bij 6.200 tpm               | 60 pk bij 6.200 tpm               | 60 pk bij 6.200 tpm               |                                   |
| Startmethode           | Kickstarter                       | Kickstarter                       | Kickstarter                       | Kickstarter                       | Kickstarter / startmotor          | Kickstarter                       | Kickstarter                       | Kickstarter / startmotor          | Kickstarter / startmotor          |
| Topsnelheid            | 185 km/uur                        | 185 km/uur                        | 185 km/uur                        | 185 km/uur                        | 185 km/uur                        | Onbekend                          | Onbekend                          | Onbekend                          | Onbekend                          |
| Primaire aandrijving   | Triplexketting                    | Triplexketting                    | Triplexketting                    | Triplexketting                    | Triplexketting                    | Triplexketting                    | Triplexketting                    | Triplexketting                    | Duplexketting                     |
| Koppeling              | Meervoudige natte plaat           | Meervoudige natte plaat           | Meervoudige natte plaat           | Meervoudige natte plaat           | Meervoudige natte plaat           | Meervoudige natte plaat           | Meervoudige natte plaat           | Meervoudige natte plaat           | Enkelvoudige droge plaat          |
| Versnellingen          | 4 (AMC)                           | 4 (AMC)                           | 4 (AMC)                           | 4 (AMC)                           | 4 (AMC)                           | 4 (AMC)                           | 4 (AMC)                           | 4 (AMC)                           | 5 (BSA)                           |
| Secundaire aandrijving | Ketting                           | Ketting                           | Ketting                           | Ketting                           | Ketting                           | Ketting                           | Ketting                           | Ketting                           | Ketting                           |
| Rijwielgedeelte        | Dubbel wiegframe                  | Dubbel wiegframe                  | Dubbel wiegframe                  | Dubbel wiegframe                  | Dubbel wiegframe                  | Dubbel wiegframe                  | Dubbel wiegframe                  | Dubbel wiegframe                  | Dubbel wiegframe                  |
| Voorvork               | Telescoopvork (Norton Roadholder) | Telescoopvork (Norton Roadholder) | Telescoopvork (Norton Roadholder) | Telescoopvork (Norton Roadholder) | Telescoopvork (Norton Roadholder) | Telescoopvork (Norton Roadholder) | Telescoopvork (Norton Roadholder) | Telescoopvork (Ceriani)           | Telescoopvork                     |
| Achtervork             | Swingarm                          | Swingarm                          | Swingarm                          | Swingarm                          | Swingarm                          | Swingarm                          | Swingarm                          | Swingarm                          | Swingarm                          |
| Voorrem                | 1 x 254 mm schijf                 | 1 x 254 mm schijf                 | 1 x 254 mm schijf                 | 1 x 254 mm schijf                 | 1 x 254 mm schijf                 | 1 x 254 mm schijf                 | 1 x 254 mm schijf                 | 2 x schijf                        | 2 x schijf                        |
| Achterrem              | 178 mm trommel                    | 178 mm trommel                    | 178 mm trommel                    | 178 mm trommel                    | Schijf                            | 178 mm trommel                    | 178 mm trommel                    | Schijf                            | Schijf                            |
| Wielbasis              | 1.450 mm                          | 1.450 mm                          | 1.450 mm                          | 1.450 mm                          | 1.450 mm                          | 1.450 mm                          | 1.450 mm                          | Onbekend                          | Onbekend                          |
| Tankinhoud             | 14 liter                          | 14 liter                          | 14 liter                          | 14 liter                          | 14 liter                          | Onbekend                          | Onbekend                          | Onbekend                          | Onbekend                          |
| Gewicht                | 233 kg (nat)                      | 233 kg (nat)                      | 233 kg (nat)                      | 233 kg (nat)                      | 233 kg (nat)                      | Onbekend                          | Onbekend                          | Onbekend                          | Onbekend                          |
| Voorganger             | 750 Roadster Mk IV                | Roadster Mk I                     | Roadster Mk I                     | Roadster Mk IA                    | Roadster Mk II(A)                 | 750 Interpol                      | Interpol Mk I                     | Geen                              | Geen                              |
| Opvolger               | Roadster Mk II                    | Roadster Mk IIA                   | Roadster Mk 3                     | Roadster Mk 3                     | Geen                              | Interpol Mk II                    | Geen                              | Geen                              | Geen                              |

## Modellen tijdlijn
| 1962-1969               | 1962-1969                                             | 1962-1969                                             | 1962-1969                                             | 1962-1969                                             | 1962-1969                                             | 1962-1969                                             | 1962-1969                    | 1970-1977                    | 1970-1977                            | 1970-1977                      | 1970-1977                           | 1970-1977                    | 1970-1977                    | 1970-1977                    | 1970-1977 |
| ----------------------- | ----------------------------------------------------- | ----------------------------------------------------- | ----------------------------------------------------- | ----------------------------------------------------- | ----------------------------------------------------- | ----------------------------------------------------- | ---------------------------- | ---------------------------- | ------------------------------------ | ------------------------------ | ----------------------------------- | ---------------------------- | ---------------------------- | ---------------------------- | --------- |
| 2                       | 3                                                     | 4                                                     | 5                                                     | 6                                                     | 7                                                     | 8                                                     | 9                            | 0                            | 1                                    | 2                              | 3                                   | 4                            | 5                            | 6                            | 7         |
| Associated Motor Cycles | Associated Motor Cycles                               | Associated Motor Cycles                               | Associated Motor Cycles                               | Associated Motor Cycles                               | Norton Villiers                                       | Norton Villiers                                       | Norton Villiers              | Norton Villiers              | Norton Villiers                      | Norton Villiers                | Norton Villiers Triumph             |                              |                              |                              |           |
| Norton Atlas ←          | Norton Atlas ←                                        | Norton Atlas ←                                        | Norton Atlas ←                                        | Norton Atlas ←                                        | Norton Atlas Mk III                                   | Norton Commando 750                                   | Norton Commando 750 Fastback | Norton Commando 750 Fastback | Norton Commando 750 Fastback         | Norton Commando 750 Fastback   | Norton Commando 750 Fastback        |                              |                              |                              |           |
|                         | Norton Atlas Scrambler / Norton P11 / Norton N15 CS ← | Norton Atlas Scrambler / Norton P11 / Norton N15 CS ← | Norton Atlas Scrambler / Norton P11 / Norton N15 CS ← | Norton Atlas Scrambler / Norton P11 / Norton N15 CS ← | Norton Atlas Scrambler / Norton P11 / Norton N15 CS ← | Norton Atlas Scrambler / Norton P11 / Norton N15 CS ← | Norton Commando 750 S        | Norton Commando 750 S        | Norton Commando 750 SS               |                                |                                     |                              |                              |                              |           |
|                         |                                                       |                                                       |                                                       |                                                       |                                                       |                                                       | Norton Commando 750 R        | Norton Commando 750 Roadster | Norton Commando 750 Roadster         | Norton Commando 750 Roadster   | Norton Commando 750 Roadster        | Norton Commando 750 Roadster | Norton Commando 750 Roadster | Norton Commando 750 Roadster |           |
|                         |                                                       |                                                       |                                                       |                                                       |                                                       |                                                       | Norton Commando 750 Interpol |                              |                                      |                                |                                     |                              |                              |                              |           |
|                         |                                                       |                                                       |                                                       |                                                       |                                                       |                                                       |                              |                              | Norton Commando 750 Hi-Rider         |                                |                                     |                              |                              |                              |           |
|                         |                                                       |                                                       |                                                       |                                                       |                                                       |                                                       |                              |                              |                                      | Norton Commando 750 Interstate |                                     |                              |                              |                              |           |
|                         |                                                       |                                                       |                                                       |                                                       |                                                       |                                                       |                              |                              | Norton Commando 750 Production Racer |                                |                                     |                              |                              |                              |           |
|                         |                                                       |                                                       |                                                       |                                                       |                                                       |                                                       |                              |                              |                                      | John Player Norton             |                                     |                              |                              |                              |           |
|                         |                                                       |                                                       |                                                       |                                                       |                                                       |                                                       |                              |                              |                                      |                                | Norton Commando 850 Interpol        |                              |                              |                              |           |
|                         |                                                       |                                                       |                                                       |                                                       |                                                       |                                                       |                              |                              |                                      |                                | Norton Commando 850 Hi-Rider        |                              |                              |                              |           |
|                         |                                                       |                                                       |                                                       |                                                       |                                                       |                                                       |                              |                              |                                      |                                | Norton Commando 850 Interstate      |                              |                              |                              |           |
|                         |                                                       |                                                       |                                                       |                                                       |                                                       |                                                       |                              |                              |                                      |                                | Norton Commando 850 Roadster        |                              |                              |                              |           |
|                         |                                                       |                                                       |                                                       |                                                       |                                                       |                                                       |                              |                              |                                      |                                | Norton Commando John Player Special |                              |                              |                              |           |
|                         |                                                       |                                                       |                                                       |                                                       |                                                       |                                                       |                              |                              |                                      |                                |                                     |                              |                              | Norton 76                    |           |
|                         |                                                       |                                                       |                                                       |                                                       |                                                       |                                                       |                              |                              |                                      |                                |                                     |                              |                              | Norton Commando 900          |           |
|                         |                                                       |                                                       |                                                       |                                                       |                                                       |                                                       |                              |                              |                                      |                                |                                     |                              |                              |                              |           |
|                         | = voorganger                                          |                                                       |                                                       |                                                       |                                                       |                                                       |                              |                              |                                      |                                |                                     |                              |                              |                              |           |
|                         | = 750 cc                                              |                                                       |                                                       |                                                       |                                                       |                                                       |                              |                              |                                      |                                |                                     |                              |                              |                              |           |
|                         | = 850 cc                                              |                                                       |                                                       |                                                       |                                                       |                                                       |                              |                              |                                      |                                |                                     |                              |                              |                              |           |
|                         | = prototype                                           |                                                       |                                                       |                                                       |                                                       |                                                       |                              |                              |                                      |                                |                                     |                              |                              |                              |           |

## Trivia

### The Green Blob
De eerste versie van de Commando 750 had een nieuw logo, een groene stip op de tank met daarin "Norton". Het moest het nieuwe begin van Norton (bij Norton Villiers) symboliseren, maar het sloeg niet aan en al snel werd het originele Norton-opschrift weer toegepast. De groene stippen stonden ook op de snelheidsmeter en de toerenteller en bleven daar ook nog enkele jaren (tot de voorraad bij fabrikant Smith's op was).

### Romeinse en Arabische cijfers
Er bestaat verwarring over de schrijfwijze van de cijfers van de verschillende uitvoeringen van de Norton Commando (Mk I, II, III, IV en V of Mk 1, 2, 3, 4 en 5). Tot en met 1974 werden Romeinse cijfers gebruikt, vanaf 1975 Arabische cijfers.